# Devuélveme a mi chica
Devuélveme a mi chica es la sexta canción del primer álbum oficialmente grabado por el grupo español de rock Hombres G. El tema es también conocido popularmente como Sufre, mamón, ya que en el estribillo se repite a menudo esa expresión. Devuélveme a mi chica es también la base del argumento de Sufre mamón, la primera película que protagonizaron Hombres G. Tanto la música como la letra son de David Summers.
Como la mayoría de sus canciones, esta también se inspira en un hecho real: Inmaculada, una chica que dejó a David durante su época de punki porque ella buscaba, según el propio Summers aseguró en una entrevista, un chico más formal, más serio, que fuera a Misa los domingos, etc. y acabó con un chico que tenía un Ford Fiesta blanco y con el que se casó. Inmaculada, Macu, le inspiró varias canciones, pero esta es, sin duda, la más popular. La versión de la canción que hizo Seguridad Social logró ser número de Los 40 Principales en 2003. Summers ha comentado que para él siempre se llamará "Sufre Mamón", ya que ese era el nombre original de la canción.
Esta canción, con pequeñas alteraciones en la letra, ha sido versionada por el grupo de cumbia boliviano "Los Chicos Malos"  logrando una versión de la misma que fue mucho más popular en Argentina y en Uruguay que la versión original. .
También existe un cóver del grupo tropical chileno "Alegría" (con un joven y primerizo Américo como vocalista). Esta versión tiene una ligera discrepancia con la original, pues en vez de "sufre, mamón", dice "súper ladrón". Aun así, este cóver es más conocido en Chile que su versión original.
Otra versión de este tema es interpretada por el grupo potosino, Vagón Chicano en su álbum de 1998 (en Spotify como 2015) llamado "Niña Linda"  A su vez que en 2020 un vídeo fue publicado en su canal de YouTube ya presentando a dos miembros nuevos (Raúl Torres Jr. y Aldair Torres)
En Argentina, el líder de Damas Gratis, Pablo Lescano, popularizó su versión de cumbia llamada "Sufre cheto", donde la chica lo deja al cumbiero y se va con un cheto (persona con dinero).
La banda RBD canto una versión corta de la canción durante su primera gira Tour Generación durante el segundo Medley fue cantada por Alfonso Herrera Christian Chavez y Christopher Uckerman